# Distretto di Nowy Dwór Gdański
Il distretto di Nowy Dwór Gdański (in polacco powiat nowodworski) è un distretto polacco appartenente al voivodato della Pomerania.

## Geografia antropica

### Suddivisioni amministrative
Il distretto comprende 5 comuni.
- Comuni urbani: Krynica Morska
- Comuni urbano-rurali: Nowy Dwór Gdański
- Comuni rurali: Ostaszewo, Stegna, Sztutowo